# Lychrosimorphus
Lychrosimorphus is een kevergeslacht uit de familie van de boktorren (Cerambycidae). De wetenschappelijke naam van het geslacht werd voor het eerst geldig gepubliceerd in 1925 door Pic.

## Soorten
Lychrosimorphus omvat de volgende soorten:
- Lychrosimorphus rotundipennis Breuning, 1965
- Lychrosimorphus vittatus Pic, 1925